# 배벌과

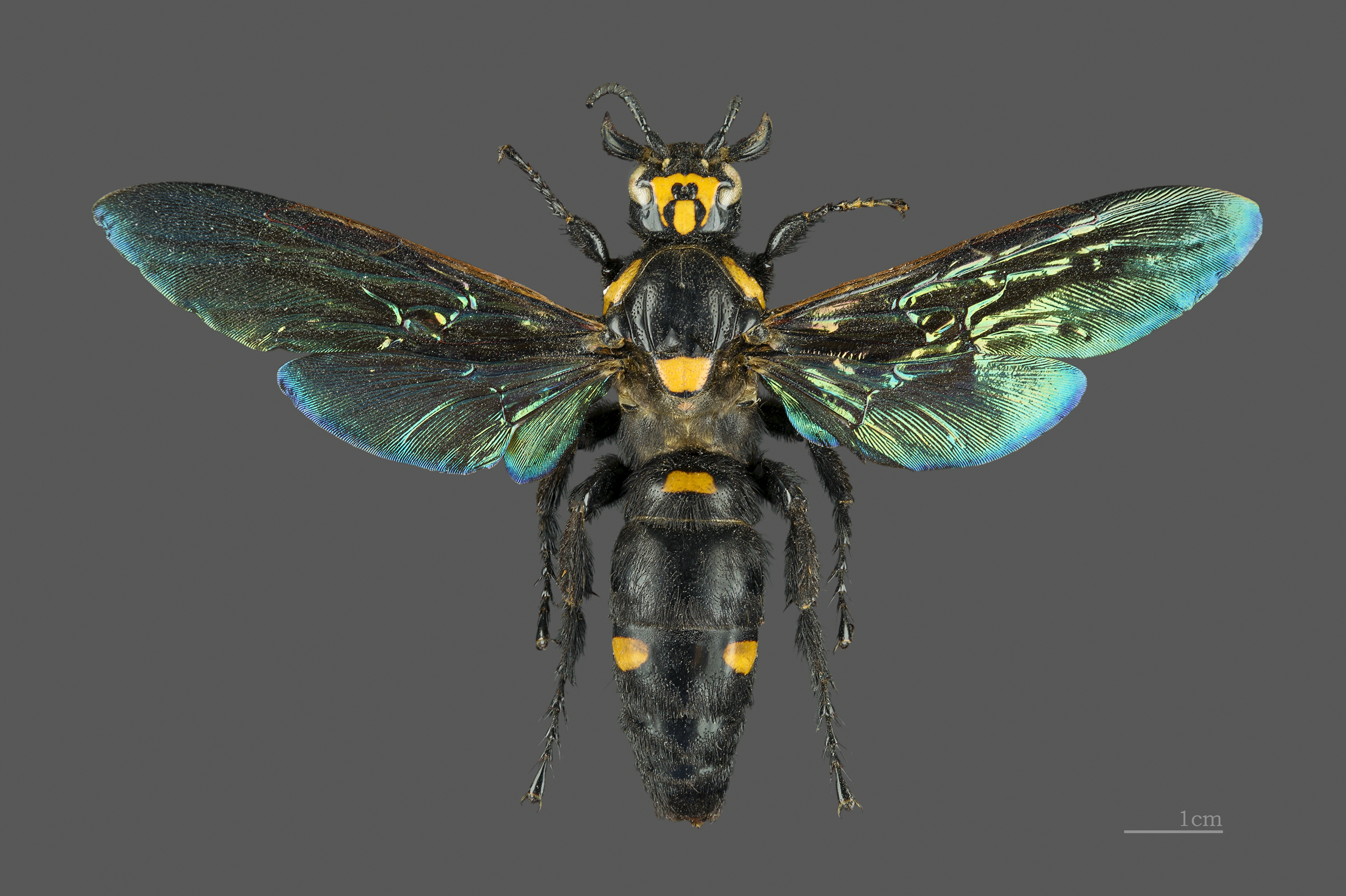
Megascolia procer

배벌과는 벌목의 한 과이다. 황띠배벌, 배벌 등 약 10000종이 있다. 이 중 배벌은 풍뎅이류의 유충에 기생하는 벌로서 여름철에 볼 수 있다.